# Bévéziers (Q179)
«Бевез'е» (Q179) (фр. Bévéziers (Q179) — військовий корабель, великий океанський підводний човен типу «Редутабль» військово-морських сил Франції часів Другої світової війни.
Підводний човен «Бевез'е» був закладений 4 квітня 1932 року на верфі компанії Arsenal de Cherbourg у Шербурі. 14 жовтня 1935 року він був спущений на воду, а 4 червня 1937 року увійшов до складу ВМС Франції.

## Історія служби
До початку Другої світової війни «Бевез'е» разом з однотипними французькими підводними човнами «Агоста», «Уессан» і «Сіді-Ферух» перебував у складі 8-ї дивізії підводних човнів, що базувалися в Бресті.
З початком війни, 3 вересня 1939 року, човен вийшов у похід з патрулювання припортових вод уздовж північного узбережжя Іспанії, що було частиною заходів щодо припинення постачання німецьких субмарин. На початку жовтня 8-ма дивізія була перекинута до Карибських островів, звідкіля здійснив два походи з метою забезпечення ескорту конвоїв HX 29 та HX 33, що вирушали з Галіфакса в Ліверпуль. 20 квітня 1940 року «Бевез'е» повернувся в Брест. Після того, як 25 червня 1940 року було оголошено перемир'я, човен отримав невеликий перепочинок, після якого здійснив перехід до Французької Західної Африки.
23 вересня 1940 року «Бевез'е» перебував на базі в порту Дакара, коли союзні сили Великої Британії і Вільної Франції розпочали операцію «Загроза». 25 вересня, не закінчивши дозаправку і поповнення запасів човен атакував торпедами британський лінкор «Резолюшн», який, в результаті отриманих пошкоджень, майже на 9 місяців вибув зі строю.
28 жовтня 1940 року човен разом з «Касабіанка», «Сфакс» і «Сіді-Ферух» був переведений у 2-гу дивізію підводних човнів, що базувалася в Касабланці.
Після модернізації в Тулоні, що завершилася 12 листопада 1941 року, ПЧ вирушив на Мадагаскар, куди прибув 19 лютого 1942 року. 5 травня 1942 року союзні сили розпочали операцію Айронклад — вторгнення на Французький Мадагаскар. Протягом шести годин човен з 2/3 команди на борту намагався прорватися з гавані у відкрите море, проте внаслідок ураження глибинною бомбою з торпедоносця «Сордфіш» авіакрила британського авіаносця «Ілластріас», був змушений лягти в дрейф. Палубна авіація британських авіаносців продовжила атаки на пошкоджений французький підводний човен, екіпаж залишив його і незабаром «Бевез'е» затонув неподалік від берега.
У наступному році затонулий підводний човен був піднятий силами антигітлерівської коаліції і введений до резерву, а в 1946 році розрізаний на метал.